# Brandenburger Frieden
Der Brandenburger Frieden war ein Friedensabkommen vom September 1352 zwischen Herzog Albrecht II. von Österreich, der Stadt Zürich und der Eidgenossenschaft, vermittelt von Ludwig, Herzog von Bayern und Markgraf von Brandenburg. Nach den Bestimmungen des Abkommens wurden herrschaftliche Rechte Habsburgs u. a. in Zug und Glarus wiederhergestellt, die beschlagnahmten Güter restituiert, die Geldschulden gegenseitig anerkannt und die Gefangenen freigelassen. Die Habsburger Hoheitsrechte in Schwyz und Unterwalden blieben ungeklärt. Der Friede wurde von beiden Seiten wenig beachtet. 1354 brach der Krieg erneut aus.